# Архиепархия Пуэбла-де-лос-Анхелес
Архиепархия Пуэбла-де-лос-Анхелес (исп. Arquidiócesis de Puebla de los Ángeles, лат. Archidioecesis Angelorum) — архиепархия Римско-католической церкви с центром в городе Пуэбла-де-Сарагоса, Мексика. В митрополию Пуэблы входят епархии Уахуапан-де-Леона, Теуакана, Тласкалы. Кафедральным собором архиепархии Пуэбла-де-лос-Анхелес является церковь Непорочного зачатия Пресвятой Девы Марии.

## История
24 января 1518 года Римский папа Лев X издал буллу Sacri apostolatus ministerio, которой учредил епархию Кароленсы, которая стала первой католической епархией в Новой Испании. Епархия была названа в честь испанского короля Карла V.  Кафедра епархии Кароленсы находилась в городе Юкатан. Первоначально епархия Кароленсы входила в митрополию Севильи.   
13 октября 1525 года Римский папа Климент VII издал буллу Devotionis tuae probata sinceritatis, которой присоединил к епархии Кароленсы штаты Тласкала, Веракрус и часть штата Чьяпас. 
2 сентября 1530 года и 21 июля 1535 года епархия Кароленсы передала часть своей территории для возведения новых епархий Мехико (сегодня - Архиепархия Мехико) и Антекера (сегодня - Архиепархия Антекера).
6 июня 1543 года кафедра епархии была перенесена в город Пуэбла-де-Сарагоса и переименована в епархию Пуэбла-де-лос-Анхелес.
12 февраля 1546 года епархия Пуэбла-де-лос-Анхелес вошла в митрополию Мехико. 
В следующие годы епархия Пйэбла-де-лос-Анхелес передала часть своей территории для возведения новых церковных структур:
- 16 марта 1863 года - епархии Чилапы (сегодня - Епархия Чильпансинго-Чилапы);
- 19 марта 1863 года - епархии Веракрус-Халапы (сегодня - Архиепархия Халапы);
- 25 апреля 1902 года - епархии Уахуапан-де-Леона.

11 августа 1903 года Римский папа Пий X издал буллу  Praedecessoris Nostri, которой возвёл епархию Пуэбла-де-лос-Анхелес в ранг архиепархии. 
23 мая 1959 года и 13 января 1962 года архиепархия Пуэбла-де-лос-Анхелес передала часть своей территории для возведения новых епархий Тласкалы и Теуакана. 

## Ординарии архиепархии
- епископ Julián Garcés (1525—1542);
- епископ Pablo Gil de Talavera (1544—1545);
- епископ Martín Sarmiento de Hojacastro (1548—1557);
- епископ Fernando de Villagómez (1561—1571);
- епископ Antonio Ruíz de Morales y Molina (1572—1576);
- епископ Diego de Romano y Govea (1578—1606);
- епископ Alfonso de la Mota y Escobar (1607—1625);
- епископ Gutiérrez Bernardo de Quirós (1626—1638);
- епископ Juan de Palafox y Mendoza (1639—1653);
- епископ Diego Osorio de Escobar y Mendoza (1655—1664);
- епископ Juan de Sancto Mathía Sáenz de Mañozca y Murillo (1675 — ?);
- епископ Manuel Fernández de Santa Cruz y Sahagún (1676—1699);
- епископ García Felipe de Legazpi y Velasco Altamirano y Albornoz (1704—1706);
- епископ Pedro Nogales Dávila (1708—1721);
- епископ Juan Antonio de Lardizabal y Elorza (1722—1733);
- епископ Benito Crespo y Monroy (1734—1737);
- епископ Pedro González García (1739—1743);
- епископ Domingo Pantaleón Álvarez de Abreu (1743—1763);
- епископ Francisco Fabián y Fuero (1765—1773);
- епископ Victoriano López Gonzalo (1773—1786);
- епископ Santiago José Echaverría Nieto de Osorio y Elguera (1788—1789);
- епископ Salvador Bienpica y Sotomayor (1790—1802);
- епископ Manuel Ignacio González de Campillo Gómez del Valle (1804—1813);
- епископ José Antonio Joaquín Pérez Martínez y Robles (1814—1829);
- епископ Francisco Pablo Vásquez Bizcaíno (1831—1847);
- епископ José María Luciano Becerra y Jiménez, 1852—1854
- епископ Pelagio Antonio de Labastida y Dávalos (1855—1863);
- епископ Carlos María Colina y Rubio (1863—1879);
- епископ Francisco de Paula Verea y González (1879—1884);
- епископ José María Mora y Daza (1884—1887);
- епископ José Maríe del Refugio Guerra y Alva (1888);
- епископ Francisco Melitón Vargas y Gutiérrez (1888—1896);
- епископ Perfecto Amézquita y Gutiérrez (1896—1900);
- епископ José Ramón Ibarra y González (1902—1903);
- архиепископ José Ramón Ibarra y González (1903—1917);
- архиепископ Enrique Sánchez y Paredes (1919—1923);
- архиепископ Pedro Vera y Zuria (1924—1945);
- архиепископ José Ignacio Márquez y Tóriz (1945—1950);
- архиепископ Octaviano Márquez y Tóriz (1950—1975);
- архиепископ Эрнесто Коррипио-и-Аумада (1976—1977);
- архиепископ Rosendo Huesca Pacheco (1977—2009);
- архиепископ Victor Sánchez Espinosa (2009 — по настоящее время).

## Источник
- Annuario Pontificio, Libreria Editrice Vaticana, Città del Vaticano, 2003, ISBN 88-209-7422-3
- Булла Praedecessoris Nostri Архивная копия от 16 июля 2012 на Wayback Machine, ASS 38 (1905-1906) стр. 369-375  (лат.)